# Грачёв, Василий Васильевич
Васи́лий Васи́льевич Грачёв — советский хозяйственный, государственный и политический деятель, Герой Социалистического Труда.

## Биография
Родился в 1904 году в селе Крупец. Член ВКП(б) с 1932 года.
С 1927 года — на хозяйственной, общественной и политической работе. В 1927—1970 гг. — рабочий железнодорожной станции Дмитриев, председатель колхоза «Борьба», заведующий производственным участком машинно-тракторной станции (МТС), заведующий нефтебазой МТС, в Советской Армии, участник Великой Отечественной войны, директор Линецкой МТС в 1947—1955 годах, заместитель начальника Курского областного управления сельского хозяйства по материальному обеспечению, председатель колхоза села Калиновка — «Родина Хрущёва» Хомутовского района Курской области, директор механических мастерских Курского областного управления хлебопродуктов.
Указом Президиума Верховного Совета СССР от 7 декабря 1957 года присвоено звание Героя Социалистического Труда с вручением ордена Ленина и золотой медали «Серп и Молот».
Избирался депутатом Верховного Совета СССР 5-го и 6-го созывов.
Умер в 1983 году.